# Перекат

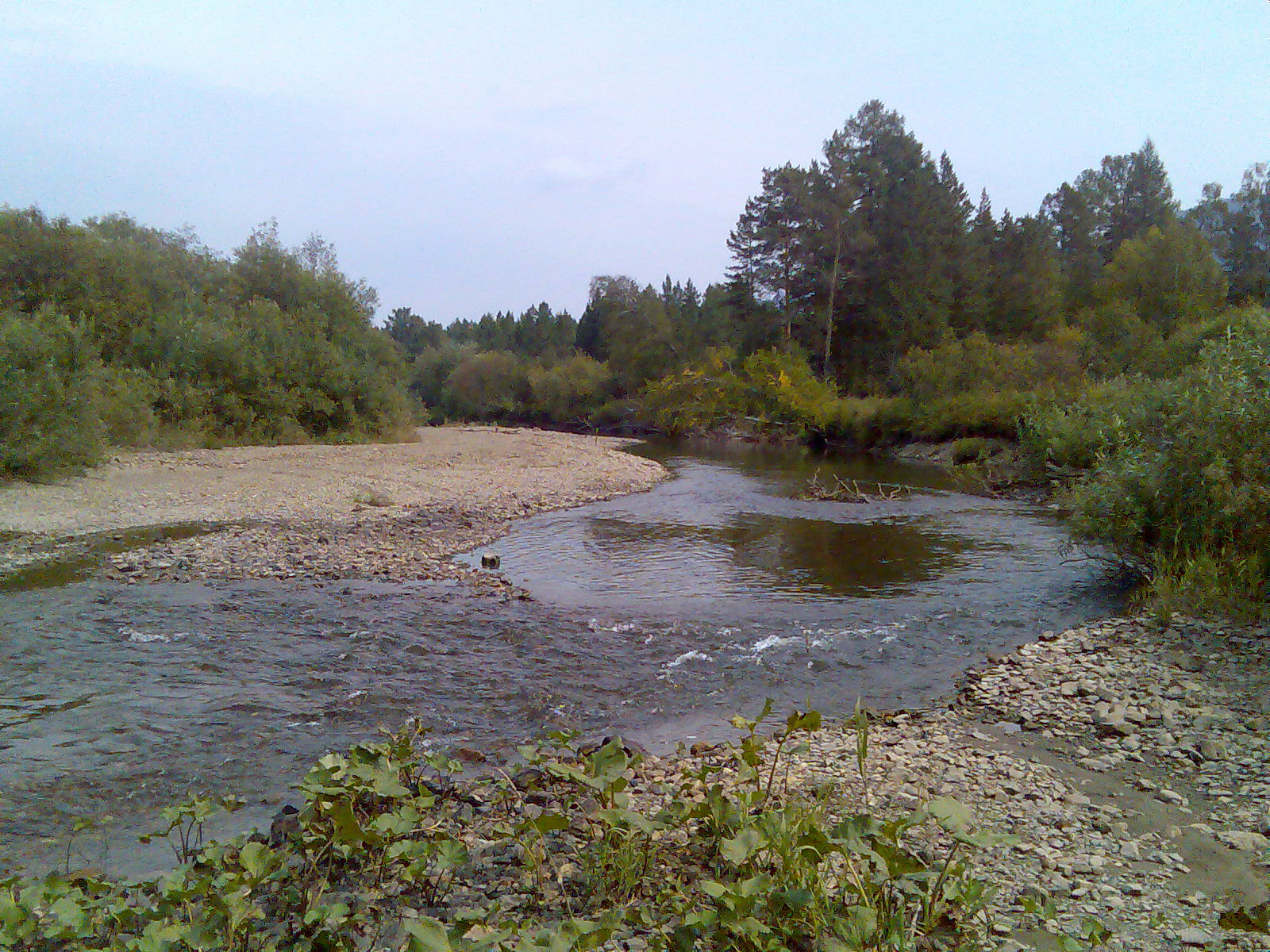
Перекат на Юрюзани в Челябинской области недалеко от границы Башкирии.

Перека́т — мелководный участок русла реки.
Обычно перекат сложен рыхлыми отложениями (аллювием), пересекает русло и имеет вид вала: с пологим скатом, обращённым против течения, или с крутым скатом, обращённым по течению.
Перекат образуется в результате неравномерного размыва русла водным потоком и отложения наносов. Перекат часто встречается в местах расширения русла реки, близ устьев притоков. Над перекатами поток теряет свою энергию. Как правило, по течению меандрирующей реки перекаты регулярно чередуются с плёсами.
По ориентации относительно русла различают обычные (прямые), дурные (косые) перекаты и перекаты-россыпи.